# Württembergisches Kammerorchester Heilbronn
Das Württembergische Kammerorchester Heilbronn (WKO) zählt zu den international renommierten deutschen Kammerorchestern. Das in Heilbronn beheimatete Kammerorchester wurde 1960 von Jörg Faerber gegründet. Chefdirigent des Orchesters ist seit 2024 Risto Joost, Intendantin ist Katrin Kirsch.

## Geschichte
Gegründet und zu internationalem Format geformt wurde das Orchester von Jörg Faerber, der seit der Gründung des Orchestervereins Heilbronn e. V. am 8. November 1960 mehr als 40 Jahre die Leitung innehatte. Bald umbenannt in Kammerorchester Heilbronn, absolvierte das Orchester im Januar 1961 sein erstes Konzert im Stuttgarter Gustav-Siegle-Haus und kurz darauf das erste Konzert in Heilbronn in der Festhalle Harmonie. Im Herbst 1961 wurde die erste Reihe von Mietkonzerten (Abonnementkonzerten) eröffnet. Im Frühjahr 1962 wurde das Orchester in Württembergisches Kammerorchester Heilbronn umbenannt.
Im Jahr 1974 absolvierte das Orchester seine erste Amerika-Tournee mit Maurice André als Solisten. 1979 folgten die ersten Russland- und Fernost-Tourneen. 1981 nahm das WKO erstmals an den Sommerkonzerten auf Schloss Neuschwanstein teil, 1982 bei den Musikfestspielen in Montreux. 1985 spielte das Orchester im Plenarsaal des Deutschen Bundestags in Bonn. 
1991 begann die Zusammenarbeit des Orchesters mit der Kreissparkasse Heilbronn für die Kammermusikreihe Unter der Glaspyramide im Veranstaltungsbau der Bank. Seitdem erschienen zahlreiche Mitschnitte der Konzertreihe auf CD.
Seit 2003 spielt das Orchester regelmäßig Neujahrskonzerte. 2005 begann eine Kooperation mit dem Theater Heilbronn, indem das Orchester für 11 Vorstellungen die Musik zum Mozart-Operngastspiel Idomeneo des Staatstheaters Oldenburg spielte. 2007 fanden erstmals Konzerte der Reihe redblue meets klassik im redblue-Veranstaltungszentrum der Handelskette Intersport statt. Die mit Klassik in legerem Ambiente begonnene Reihe wird inzwischen um Kooperationen des Orchesters mit Jazz- oder Comedy-Interpreten ergänzt.
International übernahm das Orchester im Jahr 2007 die Eröffnung des neuen Festivals Dias de Música em Belém in Lissabon. 2008 spielte es bei der Eröffnung des Festivals La Folle Journée in Nantes. 2013 absolvierte das Orchester seine erste Tournee durch China. Im selben Jahr begann eine zweite Abonnementkonzertreihe in Ulm. In der Saison 2018/19 war das WKO Porträt-Orchester der Konzertreihe Wiener Klassik München und absolvierte vier Gastspielauftritte im Herkulessaal.
Das Orchester arbeitete mit zahlreichen bekannten Solisten zusammen wie unter anderem Martha Argerich, Maurice André, Alfred Brendel, Rudolf Buchbinder, Gautier Capuçon, Giora Feidman, Julia Fischer, Juan Diego Flórez, James Galway, Evelyn Glennie, Hilary Hahn, Margarita Höhenrieder, Sharon Kam, Gidon Kremer, Katia & Marielle Labèque, Mischa Maisky, Sebastian Manz, Sabine Meyer, Wolfgang Meyer, Nils Mönkemeyer, Johannes Moser, Viktoria Mullova, Anne-Sophie Mutter, Sergei Nakariakov, Christiane Oelze, Alice Sara Ott, Ivo Pogorelich, Thomas Quasthoff, Maxim Rysanov, Christine Schäfer, Emmanuel Tjeknavorian, Daniel Müller-Schott, Isabelle van Keulen, Frank Peter Zimmermann und Tabea Zimmermann.

## Programm
In Heilbronn führt das Württembergische Kammerorchester jährlich einen zehnteiligen Zyklus von Abonnementkonzerten auf. Hinzu kommen jährlich fünf Abonnementkonzerte in Ulm. Zudem führen die Musiker seit über 20 Jahren in Eigenregie die von der Kreissparkasse Heilbronn veranstaltete Kammermusikreihe Unter der Pyramide mit jährlich etwa neun Konzerten durch. Seit 2019 werden regelmäßig Lunchkonzerte veranstaltet, welche nach dem Konzert ein passendes Mittagessen für die Konzertbesucher bieten. Die App Wolfgang wird als Konzertbegleiter im Münchner Herkulessaal eingesetzt. Im Mittelpunkt der 17 Open-Air-Veranstaltungen auf der Bundesgartenschau 2019 stand ein breit gefächertes Programm von Barock und Klassik (La finta Giardiniera) über Musikkabarett (Beckmann-Grieß) und Jazz & Klassik (Obi Jenne Trio) bis hin zu Mendelssohn Bartholdys Sommernachtstraum in der Version von Franzobel, inszeniert vom Licht-Kunst-Trio Blauwe Uur.

## Spielorte
Die Abonnementkonzerte des Württembergischen Kammerorchester Heilbronn finden in der Festhalle Harmonie in Heilbronn statt. Dort verfügt das WKO auch über Probe- und Verwaltungsräume. Ein weiterer regelmäßiger Spielort in Heilbronn ist der Veranstaltungsraum im Hauptgebäude der Kreissparkasse Heilbronn. In Ulm spielt das Orchester seine Konzerte im Kornhaussaal des Kornhauses.
Zudem gibt das Kammerorchester regelmäßig Gastspiele im In- und Ausland mit Auftritten zum Beispiel in der Londoner Royal Albert Hall, im Moskauer Konservatorium, im Pariser Théâtre des Champs-Elysées, im Wiener Musikverein oder im Concertgebouw Amsterdam. Tourneen führten unter anderem durch Korea, Kambodscha und China.

## Musikvermittlung
Das Orchester engagiert sich in der Musikvermittlung zur Förderung junger Menschen. Regelmäßig werden Kinder- und Jugendprojekte für Heilbronn durchgeführt, wie beispielsweise Schüler- und Kindergartenkonzerte sowie Angebote für Familien. Die Schülerkonzerte werden moderiert von Juri Tetzlaff, bekannt durch den Fernsehsender KIKA. Seit 2008 ist das WKO Patenorchester des Jungen Kammerorchesters Stuttgart.

## Chefdirigenten
- 1960–2002: Jörg Faerber
- 2002–2018: Ruben Gazarian
- 2018–2024: Case Scaglione[5]
- ab 2024: Risto Joost[1]

## Diskografie (Auswahl)
Für die Deutsche Grammophon-Gesellschaft, Teldec und EMI spielte das Orchester über 500 Werke ein.
- Johann Sebastian Bach. Mit James Galway, Flöte; Ursula Dütschler, Cembalo; Rainer Wolters, Violine; Jörg Faerber, Dirigent (BMG; 1987)
- Johann Joachim Quantz. Mit James Galway, Flöte; Jörg Faerber, Dirigent (BMG; 1989)
- Carl Philipp Emanuel Bach. Mit James Galway, Flöte; Jörg Faerber, Dirigent (BMG; 1989)
- Franz Danzi. Mit James Galway, Flöte; Sabine Meyer, Klarinette; Jörg Faerber, Dirigent (BMG; 1994)
- Schostakowitsch & Haydn Klavierkonzerte. Mit Martha Argerich, Klavier; Guy Touvron, Solo-Trompete; Jörg Faerber, Dirigent (Deutsche Grammophon; 1995)
- Mozart Violin Concertos. Mit Frank Peter Zimmermann, Violine; Jörg Faerber, Dirigent (EMI Classics; 1996)
- Mozart Arias. Mit Thomas Quasthoff, Bass/Bariton; Jörg Faerber, Dirigent (BMG; 1997)
- Harald Genzmer. Mit Margarita Höhenrieder, Klavier; Guy Touvron, Trompete; Jörg Faerber, Dirigent (Thorofon; 2001)
- Melodies for Percussion. Mit Babette Haag, Percussion; Ruben Gazarian, Dirigent (Animato; 2005)
- Haydn Trumpet Concertos. Mit Wolfgang Bauer, Trompete; Ruben Gazarian, Dirigent (MDG; 2006)
- Chopin. Mit Yeol Eum Son, Klavier; Ruben Gazarian, Dirigent (Universal; 2008)
- Dmitri Schostakowitsch Kammersymphonien. Ruben Gazarian, Dirigent (Bayer Records; 2008)
- Hertel Trumpet Concertos. Mit Wolfgang Bauer, Trompete; Christian Wetzel, Oboe; Ruben Gazarian, Dirigent (MDG; 2008)
- Peter I. Tschaikowsky. Ruben Gazarian, Dirigent (Bayer Records; 2008)
- Oboe Cosmopolitano. Mit Lajos Lencsés, Oboe; Ruben Gazarian, Dirigent (Bayer Records; 2009)
- Flight of the Double B. Mit Minje Sung, Kontrabass; Inja Choi, Klavier; Ruben Gazarian, Dirigent (Deutsche Grammophon; 2009)
- Beethoven – Sinfonien Nr. 1–9. Ruben Gazarian, Dirigent (Bayer Records; 2010)
- Simply Strings. Ruben Gazarian, Dirigent (Bayer Records; 2010)
- preghiera. Mit Richard Yongjae O’Neill, Viola; Christopher Park, Klavier; Ruben Gazarian, Dirigent (Deutsche Grammophon; 2011)
- W.A. Mozart – Flötenkonzerte. Mit Gaby Pas-Van Riet, Flöte; Cristiana Bianchi, Harfe; Ruben Gazarian, Dirigent (Bayer Records; 2011)
- Sharon Kam: Opera! Mit Sharon Kam, Klarinette; Zohar Lerner, Violine; Ruben Gazarian, Dirigent (Berlin Classics; 2012)
- Johann Molter: Trumpet and Clarinet Concertos. Mit Wolfgang Bauer, Trompete; Martin Spangenberg, Klarinette; Ruben Gazarian, Dirigent (Coviello Classics; 2012)
- Schubertiade – Franz Schubert: Sinfonie Nr. 7 „Unvollendete“; Sinfonie Nr. 8 „Große“. Ruben Gazarian, Dirigent (WKO; 2012)
- Wagner / Bruckner: Sigfried-Idyll & Streichquintett in F-Dur. Ruben Gazarian, Dirigent (Bayer Records; 2012)
- Armenian Classic. Mit Vardan Mamikonian, Klavier; Peter Hartmann, Pauke; Ruben Gazarian, Dirigent (Bayer Records; 2013)
- Felix Klieser: Horn Concertos. Mit Felix Klieser, Horn; Ruben Gazarian, Dirigent (Berlin Classics; 2014)
- One Night in Amsterdam – WKO live at the Concertgebouw. Ruben Gazarian, Dirigent (WKO; 2015)
- Linus Roth: Wartime Consolations. Mit Linus Roth, Violine; José Gallardo, Klavier; Ruben Gazarian, Dirigent (Challenge Records; 2015)
- Kolja Blacher: Bernstein Haydn. Mit Kolja Blacher, Violine und Leitung (Coviello Classics; 2016)
- Kathrin Christians: Kathrin Christians. Mit Kathrin Christians, Flöte; Ruben Gazarian, Dirigent (hänssler Classics; 2016)
- Asya Fateyeva: Bachiana. Mit Asya Fateyeva, Saxophon; Ruben Gazarian, Dirigent (Berlin Classics; 2016)
- Andreas N. Tarkmann: »Die Prinzessin auf der Erbse« / »Der Mistkäfer« für Sprecher und Kammerorchester. Mit Juri Tetzlaff, Sprecher; Kinderchor der Oper Stuttgart; Ruben Gazarian, Dirigent (Coviello Classics; 2016)
- Daniel Röhn: The Golden Violin. Mit Daniel Röhn, Violine; Mario Stefano Pietrodarchi, Bandoneon; Case Scaglione, Dirigent (Berlin Classics; 2018)
- Asya Fateyeva: Carneval. Mit Asya Fateyeva, Saxophon; Arno Bornkamp, Saxophon; Monet Quintett; Ruben Gazarian, Dirigent (Berlin Classics; 2018)
- Valentin Radutiu: Cello Concertos. Mit Valentin Radutiu, Violoncello; Ruben Gazarian, Dirigent (hänssler Classics; 2018)
- Father Copland. Mit Wolfgang Bauer, Trompete; Sebastian Manz, Klarinette; Céline Moinet, Englischhorn; Case Scaglione, Dirigent (Berlin Classics; 2019)
- Matyas Seiber: Streicherwerke. Mit Nina Karmon, Violine; Oliver Triendl, Klavier; Levente Török, Leitung (hänssler Classic; 2021)
- Piazzolla 100. Mit Rudens Turku, Violine; Oliver Schnyder, Klavier; Karel Craayenhof, Bandoneon; Benjamin Nyffenegger, Violoncello; Dominik Wagner, Kontrabass (Prospero, 2021)
- Giovanni Bottesini: Revolution of Bass. Mit Dominik Wagner, Kontrabass; Jeremias Fliedl, Violoncello; Benjamin Schmid, Violine; Ursula Langmayr, Sopran; Can Çakmur, Klavier; Emmanuel Tjeknavorian, Dirigent (Berlin Classics; 2021)
- Nikolai Kapustin. Mit Rosanne Philippens, Violine; Case Scaglione, Dirigent (Capriccio; 2021)
- Bach Unbuttoned. Mit Ana de la Vega, Flöte; Ramón Ortega Quero, Oboe; Alexander Sitkovetsky, Geige; Cyrus Allyar, Trompete; Johannes Berger, Cembalo (Pentatone; 2021)
- Transformation. Mit Jeremias Fliedl, Violoncello; Emmanuel Tjeknavorian, Dirigent (Berlin Classics, 2024)[6]